# Paul Cazin
Pour les articles homonymes, voir Cazin.
Paul Cazin est un écrivain français né à Montpellier le 28 avril 1881 et mort à Aix-en-Provence le 12 avril 1963. Il a parcouru l'Europe, s'est particulièrement intéressé à la Pologne et à sa littérature. Il a du reste traduit du polonais, notamment le chef-d'œuvre d'Adam Mickiewicz : Messire Thaddée (Pan Tadeusz) qu'Andrzej Wajda a porté à l'écran, (film coproduit avec la France en 1999). Il résida cinquante ans à Autun, une rue de la ville porte son nom, il repose au cimetière de Paray-le-Monial.

## Biographie
Paul Cazin est pensionnaire au petit séminaire de Rimont (diocèse d'Autun)  Lors de ses études supérieures littéraires à la Sorbonne il rencontre le comte Raczyński. Son premier voyage en Pologne a  lieu en 1905, à Rogalin, comme précepteur des jeunes fils du comte Edward Raczyński, père. Cazin apprend le polonais et découvre la littérature polonaise, grâce à a la bibliothèque de Raczyński devenu son protecteur et qui l'aide financièrement.
Il se marie, en 1906, avec Marie Fauron de Chaligny, peintre. Elle meurt en 1935. Cazin rejoint l'Agence polonaise de presse à Paris puis le Comité franco-polonais (1909) et se lie d'amitié avec Kazimierz Woźnicki. 
Mobilisé en 1914, il participe à toute la guerre. Il publie ses souvenirs en 1920, sous le titre de L'Humaniste à la guerre. Dans son ouvrage Témoins, Jean Norton Cru attribue à ce témoignage de combattant une valeur qui le fait figurer dans la catégorie n° I, c'est-à-dire celle qualifiée d'excellente par Norton Cru.
Il habite l'autunois en 1924. En 1932, il soutient une thèse de doctorat sur l'œuvre d’Ignacy Krasicki à l'Université de Lviv. Il soutient la même thèse en France en 1949, à Lyon, et obtient un doctorat français.
Lors de la Seconde Guerre mondiale, il est anti-pétainiste et proche de la Résistance. Il livre un récit de la libération d'Autun survenue en septembre 1944, La Bataille d'Autun (1946).
En 1946, il se remarie en secondes noces avec Juliette Dutoit. Ils ont deux filles. Il est nommé chargé de cours de civilisation polonaise à l’université d'Aix-en-Provence. Il meurt en 1963, à l’âge de 82 ans, des suites d’un accident de la route. Après sa mort a été créée à Autun l'Association des amis de Paul Cazin, dont Marcel Barbotte est le premier président.
Il fut président d'honneur de l'association Splendide Bourgogne, fondée en 1963.

## Œuvres de l'écrivain
- 1920 : L'Humaniste à la guerre, Librairie Plon, prix Marcelin Guérin de l’Académie française en 1921
- 1921 : Décadi ou la Pieuse enfance, Librairie Plon
- 1924 : L'Alouette de Pâques, Librairie Plon
- 1925 : L'Hôtellerie du Bacchus sans tête, Librairie Plon
- 1925 : Le siège d'Autun,  L. Marcellin (Autun)
- 1927 : Bestiaire des deux Testaments, Librairie Bloud & Gay, Paris 6e, collection "Ars et Fides"
- 1927 : Lubies, Librairie Plon
- 1934 : La Tapisserie des jours, poèmes en prose, Librairie Plon
- 1946 : La Bataille d'Autun (avec 30 lithographies originales de André Dulaurens), Saintyves
- 1948 : Paysages et types de Bourgogne

## Traductions d'œuvres de la littérature polonaise
- Zygmunt Krasinski, La Comédie non divine. Les Editions Noir sur Blanc, 2000.
- August Cieszkowski, Notre Père v.2-4, 1927-29.
- Józef Weyssenhoff, Vie et idées de Zygmunt Podfilipski. Paris, Gallimard, 1930; (Prix du PEN-club polonais)
- Józef Weyssenhoff, La vierge et la zibeline. Paris, Gallimard, 1930;(Prix du PEN-club polonais)
- Szymon Askenazy, Le prince Joseph Poniatowski
- Wacław Berent, Pierres vives. Paris, Gallimard, 1931.
- Adam Mickiewicz, Pan Tadeusz (Messire Thaddée). Traduction [en prose], introduction et notes par Paul Cazin. Paris, Garnier, (1936) ;
- Henryk Sienkiewicz, Le Gouffre noir. Paris, F. Nathan, 1934 ;
- Cyprian Norwid, Le Stigmate. Paris, Gallimard, 1932 ;
- Ludwik Hieronim Morstin, L'épi de la vierge. 1937;
- Jan Parandowski, Horloge solaire. 1961;
- Tadeusz Breza, La porte de bronze. 1962;
- Tadeusz Breza, L'office. 1963;
- Jarosław Iwaszkiewicz, Les demoiselles de Wilko. Paris, Éditions du Sagittaire, 1938. Œuvre portée à l'écran par A. Wajda (1979) ;
- Les Mémoires de Jean-Chrysostome Pasek. Gentilhomme polonais (1656-1688). Traduits et commentés par Paul Cazin. Paris, Société d'Édition «Les Belles Lettres», (s.d.) (Couronné par l'Académie Française)
- Tadeusz Boy-Zeleński, La plus aimée des reines, Lausanne, L'Âge d'Homme, 1975.
- Gabriela Zapolska, Moralité de Madame Dulska, Varsovie, Université de Varsovie/Université Paris IV, 2011.

## Prix littéraires
- 1921 : prix Marcelin Guérin pour L’humaniste à la guerre.
- 1923 : prix d’Académie pour Les mémoires de Jean-Chrysostome Pasek, gentilhomme polonais (1656-1688).
- 1927 : prix Lambert.
- 1934 : prix Montyon pour les traductions de Mickiewicz.
- 1938 : prix Broquette-Gonin (littérature).
- 1943 : prix d’Académie.
- 1958 : prix Broquette-Gonin (littérature) pour l'ensemble de son œuvre.

## Divers
- Paul Cazin, Le prince-évêque de Warmie Ignace Krasicki (1735-1801). Paris, Bibliothèque Polonaise, 1940, (316p.). Très riche bibliographie et index.
- Paul Cazin, Le Génie latin et l'Esprit français en Pologne. Paris, Société Française de Librairie Gebethner & Wolff, 1935.
- Paul Cazin, Les Renaissances de la Pologne. Paris, Bibliothèque Polonaise, 1946.
- Paul Chovelon, « Paul Cazin, ambassadeur des lettres polonaises » article paru dans le quotidien Le Monde du 27 juin 1963.
- Jean-Pierre Valabrègue, Paul Cazin : L'hôtellerie du Bacchus sans tête, article paru dans la revue trimestrielle « Images de Saône-et-Loire » n° 165 de mars 2011, pages 6 à 8.

## Source
Article de Jean-Marc Brissaud dans Histoire de la littérature française du XXe siècle et Autun par Denis Grivot, 1967, p. 296.